# Куриер (1904)
Вижте пояснителната страница за други значения на Куриер.
„Куриер“ е български вестник, излизал в София от 1 юли до 31 декември 1904 година, издаван от ранния македонист Стефан Дедов.
След спирането на „Балкански гласник“ в Белград и основаването на Славяно-македонското студентско дружество в Русия, през 1903 година Дедов пристига в София и започва издаването на „Балкан“, но го спира през май. От юли 1904 година започва издаването на вестник „Куриер“. Вестникът излиза веднъж в седмицата, а от брой 4 до брой 12 – два пъти в седмицата. Излизат общо 20 броя, но е спрян поради липса на средства. Застъпва идеите за Автономия на Македония и Балканска федерация.